# Altonaer Freiheit

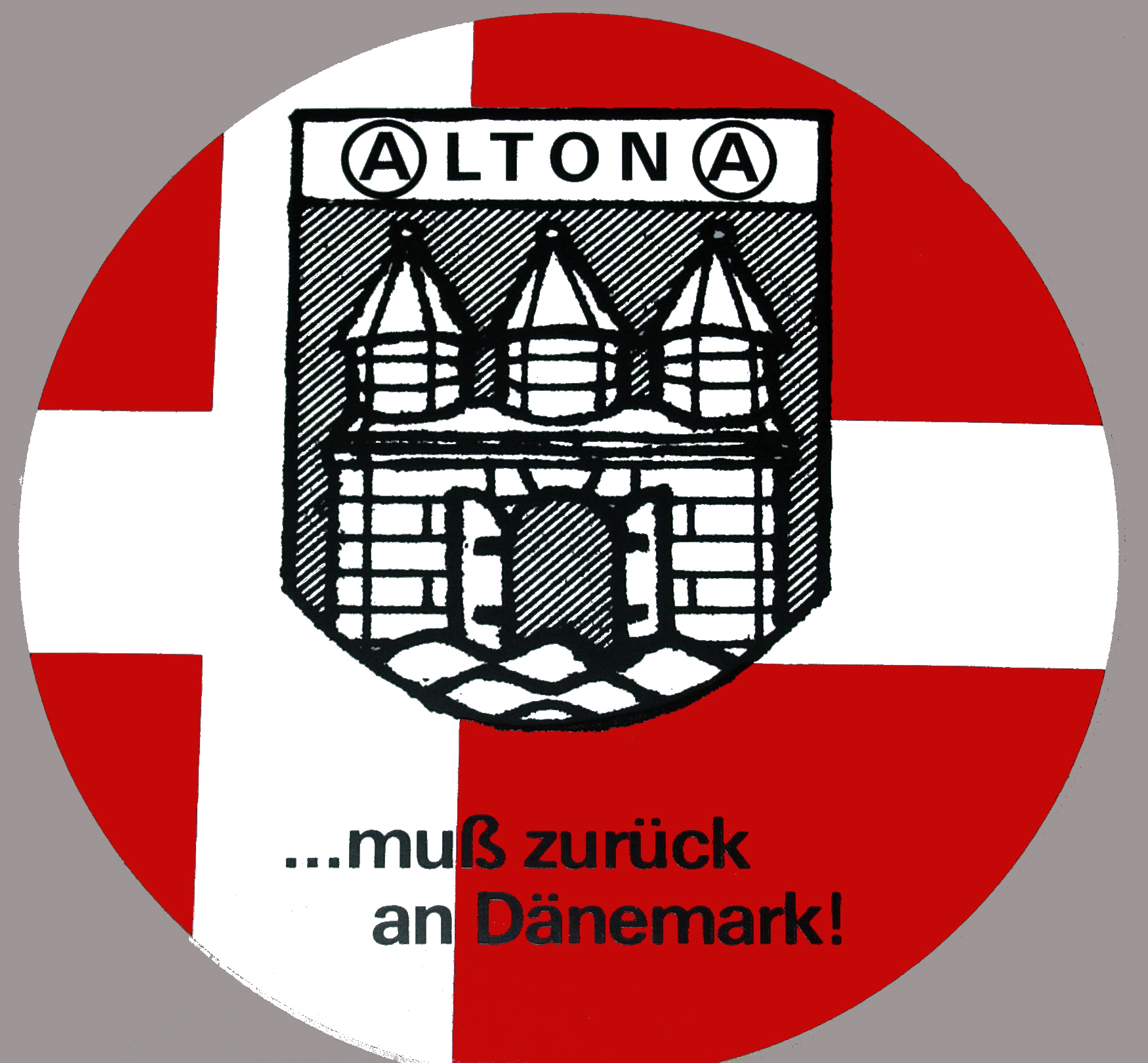
„Altona skal være dansk“ – Signum der Altonaer Freiheit

Altonaer Freiheit – weg von Hamburg! ist eine in der zweiten Hälfte der 1980er Jahre entstandene parteiferne Initiative, die sich zum Ziel gesetzt hat, Altona/Elbe wieder zu einer selbständigen Stadt zu machen, wie sie es bis 1938 gewesen ist.
Sie plädiert für das Bremer Modell mit zwei kommunal selbstständigen Städten in einem Bundesland und hat sich diesbezüglich in die aktuelle Diskussion um die Hamburger Bezirksverwaltungsreform eingeschaltet. Als ersten Schritt verlangt sie die Rückführung der nach dem Zweiten Weltkrieg in das Hamburgische Staatsarchiv verbrachten Bestände des Altonaer Stadtarchivs; diese Forderung haben sich in einem einstimmigen Beschluss Mitte der 1990er Jahre sämtliche Bezirksversammlungsfraktionen zu eigen gemacht. Außerdem sollen Altonas Grenzen, insbesondere zu St. Pauli und zum Bezirk Eimsbüttel, wiederhergestellt werden.
Bekannt geworden ist die sezessionistische Initiative über Hamburgs Grenzen hinaus u. a. durch einen Appell an die dänische Königin Margrethe II. unter dem Motto „Altona muss zurück an Dänemark“ (Altona skal være dansk) sowie Aktionen wie das Angebot an den Fußballverband der Färöer-Inseln, eingedenk der gemeinsamen dänischen Geschichte seine EM-Qualifikations-Heimspiele in Altona (auf der Adolf-Jäger-Kampfbahn oder im Volksparkstadion) auszutragen (1990). Diese Einladung hatte das Bezirksamt dann offiziell übernommen. 

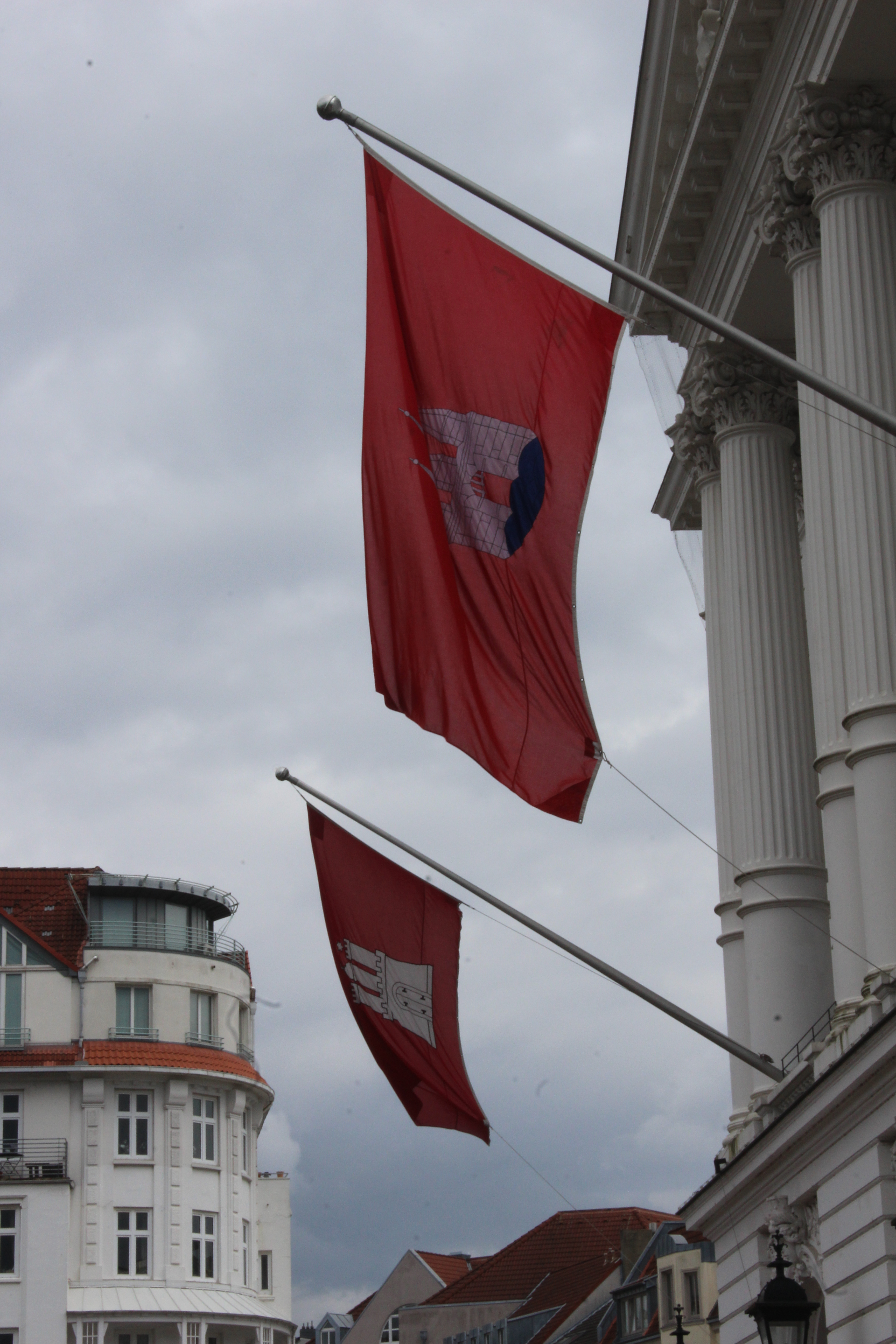
Beflaggung am 1. Mai 2023

Zudem hat sie erreicht, dass Altonas Rathaus zu wichtigen Anlässen wieder die eigene neben der Hamburger Stadtfahne flaggt.
Die Bezirksversammlung verlieh 1996 der dort lebenden Dänin Elisabeth Iversen für ihr Engagement im Rahmen der Altonaer Freiheit den Ehrenpreis Aktiv für Altona.
Bis 2012 war für fast 25 Jahre Olaf Wuttke Sprecher der Initiative; Wuttke war Mitglied und Fraktionsvorsitzender der Grün-Alternativen Liste und von Regenbogen in der Bezirksversammlung Altona. Die Ende 2014 gegründete Wählervereinigung Hamborg raus aus Altøna (HaraAlt) griff zwar viele Ideen der Altonaer Freiheit auf, war mit ihr aber personell und organisatorisch nicht verknüpft.

## Öffentliche Wahrnehmung
1991 stellte die dänische Bildungsfachzeitschrift Folkeskolen Aktivitäten und Ziele der Altonaer Freiheit ihrer Leserschaft dar. Das Lifestyle-Magazin TEMPO befasste sich ein Jahr später mit dieser Initiative, die sie im Vergleich mit anderen Sezessionisten nicht als „Reaktionäre im Heimatwahn“ einordnete, sondern im „Anarcho“-Lager verortete. In seinem Kriminalroman „Schneewittchens Sarg“ (2007) persifliert der Autor Robert Brack sie unter der Bezeichnung Dänische Befreiungsfront. Der Stadtspiele-Verlag in Dresden widmet der Initiative in seinem „Stadtverführer Hamburg“ auf der Karte über das Altonaer Rathaus einen längeren Abschnitt. In der offiziellen Festschrift anlässlich des 350. Jahrestages der Verleihung der Stadtrechte und in einer wissenschaftlichen Publikation (beide 2014 erschienen) wird die Altonaer Freiheit in den Kontext der Erinnerungskultur eingeordnet.